# 8726 Masamotonasu
8726 Masamotonasu è un asteroide della fascia principale. Scoperto nel 1996, presenta un'orbita caratterizzata da un semiasse maggiore pari a 3,1697816 UA e da un'eccentricità di 0,0750168, inclinata di 8,71471° rispetto all'eclittica.
L'asteroide è dedicato allo scrittore giapponese Masamoto Nasu.